# UCI ProTour 2005

El UCI ProTour 2005 fue la primera edición del sistema UCI ProTour, que asegura y obliga la participación de los equipos licenciados en ese circuito (primera categoría) en todas las competiciones que lo conforman. Su ranking es el sustituto del Ranking UCI que determinaba al mejor ciclista, equipo y país de la temporada ciclista. 

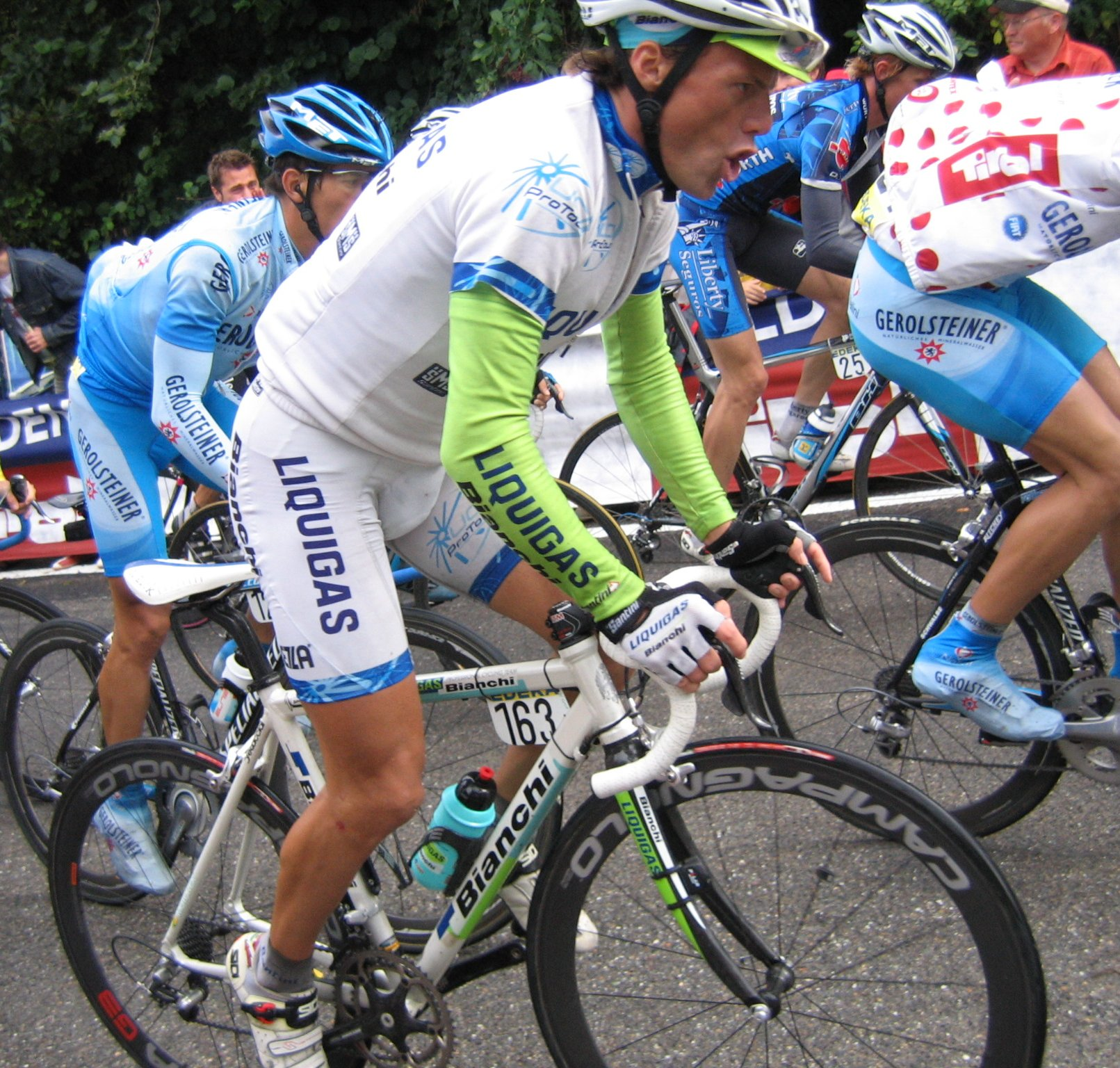
Danilo di Luca con el maillor de líder del UCI ProTour.

## Equipos (20)
| Equipo                | Jefe de filas      |
| Gerolsteiner          | Davide Rebellin    |
| T-Mobile Team         | Jan Ullrich        |
| Davitamon-Lotto       | Robbie McEwen      |
| Quick Step            | Paolo Bettini      |
| Team CSC              | Ivan Basso         |
| Euskaltel-Euskadi     | Iban Mayo          |
| Illes Balears         | Francisco Mancebo  |
| Liberty Seguros-Würth | Roberto Heras      |
| Saunier Duval-Prodir  | Juan Manuel Gárate |
| Bouygues Télécom      | Laurent Brochard   |

| Equipo                             | Jefe de filas                  |
| Cofidis, le Credit Par Téléphone   | Sylvain Chavanel               |
| Crédit Agricole                    | Thor Hushovd                   |
| Française des Jeux                 | Bradley McGee                  |
| Rabobank                           | Óscar Freire                   |
| Domina Vacanze                     | Mirko Celestino                |
| Fassa Bortolo                      | Alessandro Petacchi            |
| Lampre-Caffita                     | Damiano Cunego                 |
| Liquigas-Bianchi                   | Danilo Di Luca                 |
| Phonak Hearing Systems             | Miguel Ángel Martín Perdiguero |
| Discovery Channel Pro Cycling Team | Lance Armstrong                |

Además, también pudieron participar mediante invitación equipos de categoría Profesional Continental (nuevo nombre de la segunda categoría) aunque sin poder puntuar.

## Carreras (32)
| Fecha                         | Carrera                      | Vencedor             | Equipo del vencedor    |
| ----------------------------- | ---------------------------- | -------------------- | ---------------------- |
| 6-13 de marzo                 | París-Niza                   | Bobby Julich         | CSC                    |
| 9-15 de marzo                 | Tirreno-Adriático            | Óscar Freire         | Rabobank               |
| 19 de marzo                   | Milán-San Remo               | Alessandro Petacchi  | Fassa Bortolo          |
| 3 de abril                    | Tour de Flandes              | Tom Boonen           | Quick Step             |
| 4-8 de abril                  | Vuelta al País Vasco         | Danilo Di Luca       | Liquigas-Bianchi       |
| 6 de abril                    | Gante-Wevelgem               | Nico Mattan          | Davitamon-Lotto        |
| 10 de abril                   | París-Roubaix                | Tom Boonen           | Quick Step             |
| 17 de abril                   | Amstel Gold Race             | Danilo Di Luca       | Liquigas-Bianchi       |
| 20 de abril                   | Flecha Valona                | Danilo Di Luca       | Liquigas-Bianchi       |
| 24 de abril                   | Lieja-Bastoña-Lieja          | Alexandre Vinokourov | T-Mobile               |
| 26 de abril-1 de mayo         | Tour de Romandía             | Santiago Botero      | Phonak Hearing Systems |
| 7-29 de mayo                  | Giro de Italia               | Paolo Savoldelli     | Discovery Channel      |
| 16-22 de mayo                 | Volta a Cataluña             | Yaroslav Popovych    | Discovery Channel      |
| 5-12 de junio                 | Critérium du Dauphiné Libéré | Íñigo Landaluze      | Euskaltel-Euskadi      |
| 11-19 de junio                | Vuelta a Suiza               | Aitor González       | Euskaltel-Euskadi      |
| 19 de junio                   | Contrarreloj por Equipos     | Gerolsteiner         | Gerolsteiner           |
| 2-23 de julio                 | Tour de Francia              | Lance Armstrong      | Discovery Channel      |
| 31 de julio                   | HEW Cyclassics               | Filippo Pozzato      | Quick Step             |
| 3-10 de agosto                | Eneco Tour                   | Bobby Julich         | CSC                    |
| 13 de agosto                  | Clásica de San Sebastián     | Constantino Zaballa  | Saunier Duval-Prodir   |
| 15-23 de agosto               | Vuelta a Alemania            | Levi Leipheimer      | Gerolsteiner           |
| 27 de agosto-18 de septiembre | Vuelta a España              | Denis Menchov        | Rabobank               |
| 28 de agosto                  | Gran Premio de Plouay        | George Hincapie      | Discovery Channel      |
| 12-18 de septiembre           | Tour de Polonia              | Kim Kirchen          | Fassa Bortolo          |
| 26 de septiembre              | Campeonato Mundial en Ruta   | Tom Boonen           | Quick Step             |
| 2 de octubre                  | Campeonato de Zúrich         | Paolo Bettini        | Quick Step             |
| 9 de octubre                  | París-Tours                  | Erik Zabel           | T-Mobile               |
| 15 de octubre                 | Giro de Lombardía            | Paolo Bettini        | Quick Step             |

## Clasificaciones
| \| 1. Danilo Di Luca \| Italia \| LIQ \| 229 puntos \| \| 2. Tom Boonen \| Bélgica \| QST \| 171 puntos \| \| 3. Davide Rebellin \| Italia \| GST \| 151 puntos \| \| 4. Jan Ullrich \| Alemania \| TMO \| 140 puntos \| \| 5. Lance Armstrong \| Estados Unidos \| DSC \| 139 puntos \| \| 6. Alexandre Vinokourov \| Kazajistán \| TMO \| 136 puntos \| \| 7. Levi Leipheimer \| Estados Unidos \| GST \| 131 puntos \| \| 8. Paolo Bettini \| Italia \| QST \| 130 puntos \| \| 9. Bobby Julich \| Estados Unidos \| CSC \| 130 puntos \| \| 10. George Hincapie \| Estados Unidos \| DSC \| 129 puntos \| |                |     |            |
| 1. Danilo Di Luca | Italia         | LIQ | 229 puntos |
| 2. Tom Boonen | Bélgica        | QST | 171 puntos |
| 3. Davide Rebellin | Italia         | GST | 151 puntos |
| 4. Jan Ullrich | Alemania       | TMO | 140 puntos |
| 5. Lance Armstrong | Estados Unidos | DSC | 139 puntos |
| 6. Alexandre Vinokourov | Kazajistán     | TMO | 136 puntos |
| 7. Levi Leipheimer | Estados Unidos | GST | 131 puntos |
| 8. Paolo Bettini | Italia         | QST | 130 puntos |
| 9. Bobby Julich | Estados Unidos | CSC | 130 puntos |
| 10. George Hincapie | Estados Unidos | DSC | 129 puntos |

| \| 1. CSC \| Dinamarca \| CSC \| 390 puntos \| \| 2. Phonak \| Suiza \| PHO \| 353 puntos \| \| 3. Rabobank \| Países Bajos \| RAB \| 349 puntos \| \| 4. Davitamon-Lotto \| Bélgica \| DVL \| 322 puntos \| \| 5. Liberty Seguros-Würth \| España \| LSW \| 320 puntos \| \| 6. Gerolsteiner \| Alemania \| GST \| 303 puntos \| \| 7. Saunier Duval-Prodir \| España \| SDV \| 293 puntos \| \| 8. Discovery Channel \| Estados Unidos \| DSC \| 274 puntos \| \| 9. Crédit Agricole \| Francia \| CRE \| 264 puntos \| \| 10. Illes Balears-Caisse d'Epargne \| España \| IBA \| 262 puntos \| |                |     |            |
| 1. CSC | Dinamarca      | CSC | 390 puntos |
| 2. Phonak | Suiza          | PHO | 353 puntos |
| 3. Rabobank | Países Bajos   | RAB | 349 puntos |
| 4. Davitamon-Lotto | Bélgica        | DVL | 322 puntos |
| 5. Liberty Seguros-Würth | España         | LSW | 320 puntos |
| 6. Gerolsteiner | Alemania       | GST | 303 puntos |
| 7. Saunier Duval-Prodir | España         | SDV | 293 puntos |
| 8. Discovery Channel | Estados Unidos | DSC | 274 puntos |
| 9. Crédit Agricole | Francia        | CRE | 264 puntos |
| 10. Illes Balears-Caisse d'Epargne | España         | IBA | 262 puntos |

| Clasificación por países |            |
| --- | ---------- |
| \| 1. Italia \| 749 puntos \| \| 2. Estados Unidos \| 559 puntos \| \| 3. España \| 459 puntos \| \| 4. Alemania \| 405 puntos \| \| 5. Australia \| 307 puntos \| \| 6. Bélgica \| 304 puntos \| \| 7. Países Bajos \| 280 puntos \| \| 8. Luxemburgo \| 191 puntos \| \| 9. Francia \| 163 puntos \| \| 10. Rusia \| 153 puntos \| |            |
| 1. Italia | 749 puntos |
| 2. Estados Unidos | 559 puntos |
| 3. España | 459 puntos |
| 4. Alemania | 405 puntos |
| 5. Australia | 307 puntos |
| 6. Bélgica | 304 puntos |
| 7. Países Bajos | 280 puntos |
| 8. Luxemburgo | 191 puntos |
| 9. Francia | 163 puntos |
| 10. Rusia | 153 puntos |